# The Fourth Legacy
The Fourth Legacy är det fjärde studioalbumet av det amerikanska symfonisl metal / power metal-bandet Kamelot. Det gavs ut 1999 av skivbolaget Noise Records.

## Låtlista
1. "New Allegiance" (instrumental) – 0:54
2. "Fourth Legacy" – 4:55
3. "Silent Goddess" – 4:13
4. "Desert Reign" (instrumental) – 1:39
5. "Nights of Arabia" – 5:24
6. "Shadow of Uther" – 4:45
7. "Sailorman's Hymn" – 4:05
8. "Alexandria" – 3:54
9. "The Inquisitor" – 4:35
10. "Glory" – 3:42
11. "Until Kingdom Come" – 4:11
12. "Lunar Sanctum" – 5:57

Text/Musik: Thomas Youngblood/Khan (spår 1–5, 7, 8, 10–12), Youngblood/Khan/Glenn Barry (spår 6, 9)

## Medverkande
Musiker (Kamelot-medlemmar)
- Khan – sång
- Thomas Youngblood – gitarr, bakgrundssång
- Glenn Barry – basgitarr
- Casey Grillo – trummor

Bidragande musiker
- Miro (Michael Rodenberg) – keyboard, orkestrering
- Sascha Paeth – gitarr
- Thomas Rettke – bakgrundssång (spår 5, 8, 11)
- Robert Hunecke-Rizzo, Dirk Bruinenberg – trummor
- Cinzia Rizzo – sång (spår 5)
- Rannveig Sif Sigurðardóttir – sång (spår 7)
- Farouk Asjadi – flöjt, percussion (spår 4)
- André Neygenfind – D-Bas (spår 5)
- Simon McTavish – flöjt

Produktion
- Miro (Michael Rodenberg) – producent
- Sascha Paeth – producent
- Derek "Dodge" Gores – omslagskonst